# Тодор Наумов
Тодор Йорданов Наумов е български диригент, капелмайстор и композитор, автор на първата българска военна опера „Сине мой“.

## Биография
Роден е на 20 януари 1883 година в град Велес, тогава в Османската империя, в родолюбиво и будно българско семейство. От детските си години свири на цигулка. Получава основно образование в родния си град, а след това учи в Солунската гимназия. Завършва консерваторията в Букурещ.
Участва в Балканската война и от спомените си от войната съчинява по-късно първата българска военна опера „Сине мой“. Взима участие като технически поручик, капелмайстор в Първата световна война и е носител на народен орден „За военна заслуга“.
В 30-те години на XX век Тодор Наумов вече като капелмайстор получава назначение в Кюстендил, където се установява. Остава да живее и твори в Кюстендил до края на живота си. В този период композира много творби, между които и оперите си „Богданка“, „Зидари“ и „Сине мой“, сюитата си „На село“ с мотиви от кюстендилския фолклор, маршове „Пауталия“, „Памука“, „Двете борчета“, „Ехо“, „Осоговска долина“, тангото „Хубавата осоговка“, увертюрата „Скакавица“, цикъл от валсове „Осогово“ и други. Тодор Наумов също така организира и ръководи военни оркестри в почти цяла България.
Женен е за Анета Баласчева от Охрид, на която посвещава голяма част от лиричните си творби.
Умира на 21 ноември 1941 година в Кюстендил.